# Павелек, Мариуш
Ма́риуш Паве́лек (пол. Mariusz Pawełek; 17 марта 1981, Любомя, Польша) — польский футболист, вратарь клуба «Катовице».

## Клубная карьера
Выступал за «Силезию» из родной деревни Любомя, что рядом с Чехией. В 1999 году перешёл в «Одру» из города Водзислав-Слёнски. В Экстракласе дебютировал 28 октября 2000 года в матче против «Гурника» из Забже (0:0). Зимой 2006 года перешёл в краковскую «Вислу». Полтора года Павелек был сменщиком румына Эмильяна Долхи. В сезоне 2007/08 Мариуш стал основным вратарём, сыграв в чемпионате Польши 26 матчей. Вместе с командой выигрывал чемпионата Польши 2007/08 и 2008/09.
В 2011 году перешёл в турецкий «Коньяспор».

## Карьера в сборной
6 декабря 2006 года дебютировал в национальной сборной Польши в выездном матче против ОАЭ (2:5), Павелек вышел в перерыве вместо Лукаш Фабианьского. Затем провёл ещё два матча, против Эстонии и Боснии и Герцеговины, больше за сборную не играл.
В декабре 2009 года попал в заявку Францишека Смуды на Кубок Короля в Таиланде.

## Достижения
- Чемпион Польши (2): 2007/08, 2008/09